# Bruno Munari
Pour les articles homonymes, voir Munari.

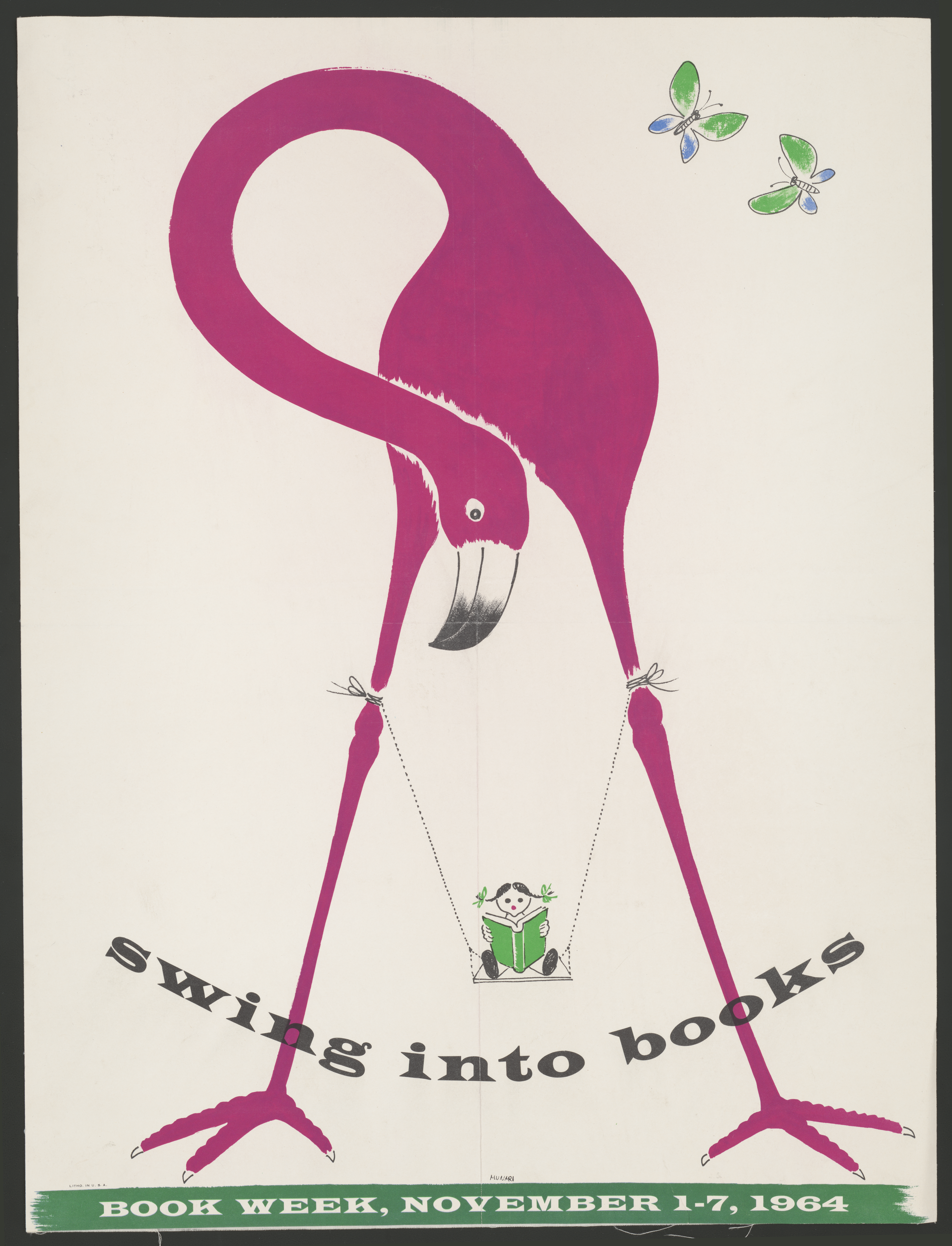
Swing into books, illustration de Bruno Munari (Nager dans les livres), 1964.

Bruno Munari, né le 24 octobre 1907 à Milan où il meurt le 30 septembre 1998, est un artiste plasticien italien. Peintre, sculpteur, dessinateur, designer, il est également auteur et illustrateur de livres pour enfants.

## Biographie
Comme peintre, Bruno Munari se rattache au mouvement de l'art concret, avec une prédilection pour la forme carrée, forme stable et toujours égale à elle-même, dont aucun des côtés n'est privilégié. Il consacre une partie de son œuvre à la création de livres pour enfants qui sont de véritables livres-objets.

« Quand quelqu'un dit : ça, je peux le faire moi aussi, ça signifie qu'il sait le refaire, sinon il l'aurait déjà fait avant. »

— Bruno Munari, Verbale scritto, 1992

« Il était un des plus grands protagonistes de l'art, du design et du graphisme du XXe siècle . »

Il a été un contributeur fondamental dans divers domaines des arts visuels (peinture, sculpture, cinématographie, design industriel, graphisme), pas seulement (littérature, poésie, enseignement) avec une recherche polymorphe sur le thème du mouvement, de la lumière, et du développement de la créativité et de l'imagination de l'enfant à travers le jeu.
Bruno Munari est une figure visionnaire du XXe siècle en Italie. Ensemble, Lucio Fontana et Bruno Munari dominent la scène milanaise des années 1950-1960. Il s'agit des années du boom économique dans lequel est née la figure de l'artiste opérateur-visuel qui devient consultant des entreprises et qui contribue activement aux recherches industrielles italiennes d'après-guerre.
Munari participe très jeune au mouvement futuriste, duquel il se détache grâce à son humour et sa légèreté, inventant la machine aérienne (1930) et aussi ses machines inutiles (1933). En 1948, il fonde le MAC (Mouvement d'Art Concret) avec Gillo Dorfles, Gianni Monnet et Atanasio Soldati. L'origine de ce mouvement est la volonté d'une coalition entre l'art traditionnel et les nouveaux moyens de communication. Pour faire collaborer les artistes classiques et les industriels, il démontre qu'une convergence est possible entre art et technique : la synthèse des arts.
En 1946, il réalise «Concavo-convesso», une installation exposée à Paris, il s'agit d'un nuage construit d'un filet de mailles métalliques, une des premières installations de l'art italien.
Cette œuvre est le signe évident d'un art arrivé à maturité, qui devient un environnement où le visiteur n'est pas seulement sollicité mentalement, mais aussi sensoriellement.
En mai 1954, il présente au MOMA à New York, ses projections directes, dans l'exposition « Munari Slides ».

« Le travail de l'artiste est le même qu'en utilisant la couleur à l'huile, la toile et les pinceaux, sauf qu'au lieu des couleurs à l'huile, on a utilisé des matières plastiques transparentes colorées, au lieu de la toile, on a projeté la composition directement en grand sur le mur blanc, et au lieu du pinceau, on a utilisé la lumière. »

— Bruno Munari, revue Domus, 1954.
En 1984, il obtient la mention Premio Grafico Fiera di Bologna per l'Infanzia de la Foire du livre de jeunesse de Bologne (Italie) pour Tanta gente.

## Livres et graphisme éditorial
La production éditoriale de Munari s'étend sur 70 ans, de 1929 à 1998. Elle comprend des livres standards : essais, poésie, manuels techniques, livres artistiques, albums pour enfants et manuels scolaires. Munari a aussi créé des brochures publicitaires pour différentes industries ainsi que des couvertures, illustrations, photographies pour différentes maisons d'édition.
Mais dans toute son œuvre, il accorde également une place importante à l'expérimentation. Cela l'a poussé à explorer des formes insolites et innovantes de mise en page, chose qu'on peut observer dans les livres illisibles, sans textes, et dans l'hypertexte des livres théoriques.